# 死の発送
『死の発送』（しのはっそう）は、松本清張の長編推理小説。『渇いた配色』のタイトルで『週刊コウロン』に連載され（1961年4月10日号 - 8月21日号）、同誌休刊後、『小説中央公論』に掲載（1962年5月・10月・12月号）、加筆・訂正の上、1982年11月にカドカワノベルズより刊行された。
2014年にテレビドラマ化されている。

## あらすじ
25歳にして税金5億円を横領したかどで社会を騒がせ、服役していた元N省の官吏・岡瀬正平が、7年の刑を終えて出所した。警視庁では、岡瀬の費消した先を調べたが、その使いぶりが乱脈過ぎたか、約1億円が使途不明のままとされていた。
夕刊紙Rの編集長・山崎は、記者の底井に、岡瀬の匿し金の行方を追跡するよう命じた。山崎の意図に疑問を感じつつも、岡瀬の行動を日々張込み、尾行を続ける底井。しかし、2カ月近く経った時点で、岡瀬は福島県内の山林で死体となって発見された。犯人逮捕の報道が出ない中で、ひそかに単独行動を始めた様子の山崎に、底井は不審を抱く。
やがて山崎は、6月15日の朝に自宅を出て以来、消息不明となり、東北本線の五百川駅近くで、ジュラルミントランク詰めの死体となって発見された。ところが、トランクの発送元の田端駅に現れた男は、トランクに詰められた被害者の山崎自身であったという。
これは怪談か？犯人の仕掛けた重層的トリックが、事件の謎に挑む底井の行く手を阻む。

## 主な登場人物
- 原作における設定を記述。

底井武八
20代だが、狭いアパートに住み安月給に生きる、夕刊紙Rの記者。
山崎治郎
煽情的な記事で部数を伸ばす夕刊紙Rの編集長。以前は大新聞社の社会部長だったが、わがままが過ぎ、現在の新聞社に移籍。
岡瀬正平
5億円を横領した元官吏。出所後、新井薬師近くの叔父の家に落ち着くが、その後行動を開始する。
玉弥
神楽坂の茶屋に出ている芸妓。
末吉
東京競馬場で岡瀬と立ち話をしていた厩務員。
西田孫吉
高名な調教師。東京競馬場でも有数の厩舎を持つ。
立山寅平
政界でも派手な存在として知られる代議士。競馬が趣味。

## エピソード
- 本作の担当編集者であった宮田毬栄によると、清張は幸田文と共に『婦人公論』主催の講演旅行に講師として参加するため、『小説中央公論』掲載の原稿を蒲郡ホテルで執筆した。宮田は「幸田文さんは幸田露伴に拘泥していた清張さんにとって、憧れの目を向ける人だったろう。幸田さんには文学の話以上に、露伴の日常を尋ねたかったのではないだろうか」「急いで仕度をして食堂に行くと、もう幸田文さんと談笑している清張さんがいた。幸田さんは私に、「あなたは旅先で清張さんに五十枚も原稿を書かせてしまうのねえ、凄い」といわれた。清張さんが昨日からの経緯を話していたのだろう」「清張さんと私は、蒲郡や名古屋の風物を全然見ずに終るという変な旅だった」と回顧している[1]。

## テレビドラマ
『松本清張ドラマスペシャル・死の発送』（まつもとせいちょうドラマスペシャル しのはっそう）は、2014年5月30日（金曜21:00 - 23:12。ただし『金曜プレステージ』扱いはされない）、フジテレビ開局55周年特別番組として放送された。本ドラマでは、トランクの発送先は岩手県に設定されている。また、原作中のトリックに関係する鉄道輸送は、自動車輸送（トランクの発送は宅配便による）に置き換えられている。

### キャスト
- 底井武八：向井理[2] （「週刊ドドンゴ」の記者）
- 津村亜紀：比嘉愛未 （底井の同僚記者）
- 山崎治郎：寺尾聰 （底井の上司で編集長）
- 立山寅平：大杉漣 （代議士）
- 西田隆三：寺島進 （西田厩舎の厩舎主・調教師）
- 玉弥：伊藤裕子 （神楽坂の芸者）
- 岡瀬正平：矢柴俊博 （元・中央官庁の官僚）
- 末吉秀夫：山中崇 （西田厩舎の厩務員）
- 山崎文子：朝加真由美 （山崎の妻）
- 横川修：松尾諭 （馬運車運転手）
- 野島：玉置孝匡 （「週刊ドドンゴ」のデスク）
- 鈴木：中村靖日 （「週刊ドドンゴ」の編集部員）
- 長谷川：山崎画大 （競馬担当記者）
- 臼田与一郎：ベンガル （岩手県警の警部補）
- 桑原：阪田マサノブ（秘書）
- その他：井之上隆志、吉田ウーロン太、山崎千惠子、九太朗、中谷竜、田口主将、野村たかし、藏内秀樹、お宮の松、〆さばアタル　ほか
- 競馬アナウンス：宇野和男

### スタッフ
- 脚本：扇澤延男
- 演出：国本雅広
- テーマ音楽：佐藤和郎
- ロケ協力：盛岡広域フィルムコミッション、奥州市、岩手県競馬組合、岩手県馬術連盟、盛岡競馬場、水沢競馬場、境共同トレーニングセンター、相模鉄道　ほか
- アクションコーディネイト：佐々木修平
- スチール：スタジオエイト・バイ・テン
- 技術協力：フォーチュン、ヴァンシャープ
- 美術協力：アックス、日本テレビアート
- CG：ダイナモピクチャーズ
- ポスプロ：ビーグル、3one
- スタジオ：緑山スタジオ・シティ
- プロデューサー：千葉行利（ケイファクトリー）、宮川晶（ケイファクトリー）
- 編成企画：水野綾子（フジテレビ）
- 制作：フジテレビ
- 制作著作：ケイファクトリー